# سوشيل كومار
سوشيل كومار (مواليد 26 مايو 1983) هو مصارع هندي.  حمل العلم الهندي في حفل افتتاح أولمبياد لندن 2012. كانت ميداليته الأولمبية لعام 2008 هي الثانية للهند في المصارعة، والأولى منذ الميدالية البرونزية لخشابة داداساحب جادهاف في دورة الألعاب الأولمبية الصيفية لعام 1952. في يوليو 2009، حصل على راجيف غاندي خيل راتنا - أعلى وسام للرياضيين في الهند. في 3 أكتوبر 2010، سلم كومار باتون كوينز إلى الأمير تشارلز في تتابع باتون الملكة في حفل افتتاح دورة ألعاب الكومنولث 2010.  فاز سوشيل بالميدالية الذهبية في 74 قسم الكيلوغرام في دورة ألعاب الكومنولث 2014. 

## الحياة الشخصية
ولد كومار في قرية بابيرولا   بالقرب من نجفجاره في جنوب غرب دلهي. كان والده، ديوان سينغ،  سائقًا في MTNL دلهي، بينما كانت والدته، كاملا ديفي، ربة منزل.
استلهم كومار المصارعة من قبل والده الذي كان مصارعا، وابن عمه سانديب. توقف سانديب في وقت لاحق عن المصارعة لأن الأسرة لم يكن بإمكانها سوى دعم مصارع واحد. تدرب كومار على مصارعة البهلواني في زورخانة (مدرسة المصارعة) في ملعب Chhatrasal من سن 14. مع الحد الأدنى من الأموال ومرافق التدريب الضعيفة للمصارعة في الهند، حتى بالنسبة للفريق الأولمبي لعام 2008، حرصت عائلته على حصوله على المكملات الغذائية اللازمة عن طريق إرسال الحليب المعلب والسمن والخضروات الطازجة إليه.  إنه هندوسي مخلص ونباتي صارم. 
أكمل تخرجه (.B.P.E) وما بعد التخرج (.M.P.E) من كلية نويدا للتربية البدنية، يعمل دادري كومار حاليًا في شركة السكك الحديدية الهندية كمساعد مدير تجاري. 
اعتقلت شرطة دلهي سوشيل كومار فيما يتعلق بقتل بطل المصارعة الوطني السابق للناشئين ساجار دانخار خلال شجار في ملعب شاتراسال في 4 مايو 2021.    
بعد إلقاء القبض على كومار، عرضته شرطة دلهي أمام محكمة روهيني، ومنحت المحكمة حبسًا احتياطيًا لكومار لمدة ستة أيام لشرطة دلهي.  

## حياة مهنية

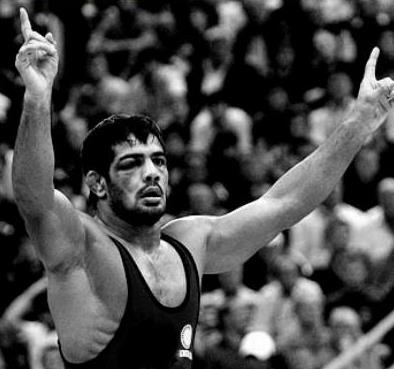
كومار في دورة الالعاب الاولمبية الصيفية 2008

بدأ كومار التدريب في البهلواني في أخادة ملعب شاتراسال في سن 14. وقد تلقى تدريبه في أخادة من قبل Yashvir و Ramphal ، وفي وقت لاحق من قبل ساتال الحائزة على جائزة أرجونا ثم في معسكر السكك الحديدية الهندية بواسطة جيان سينغ وراجكومار بايسلا غورجار.  
بعد التحول إلى المصارعة الحرة، جاء أول نجاح لكومار في ألعاب كاديت العالمية عام 1998 حيث فاز بالميدالية الذهبية في فئة الوزن، تبعه بالميدالية الذهبية في بطولة المصارعة الآسيوية للناشئين في عام 2000.
بعد الخروج من مسابقات الناشئين، في عام 2003 فاز كومار بالميدالية البرونزية في بطولة آسيا للمصارعة والميدالية الذهبية في بطولة الكومنولث للمصارعة.
احتل كومار المركز الرابع في بطولة العالم لعام 2003، ولكن هذا لم يلاحظه أحد إلى حد كبير من قبل وسائل الإعلام الهندية حيث كان أداءه سيئًا في دورة الألعاب الأولمبية لعام 2004 في أثينا، حيث احتل المركز الرابع عشر في 60 فئة الوزن كجم.
فاز بميداليات ذهبية في بطولة الكومنولث للمصارعة عامي 2005 و 2007.
واحتل المركز السابع في بطولة العالم 2007 وفاز بالميدالية البرونزية في دورة الألعاب الأولمبية 2008 في بكين، وفاز بميدالية فضية في دورة الالعاب الاولمبية الصيفية 2012 ، ليصبح أول شخص يفوز بميداليتين أولمبيتين للهند المستقلة.
حصل كومار على جائزة أرجونا في عام 2006 وجائزة بادما المرموقة من قبل الحكومة الهندية في عام 2011.

### أولمبياد بكين 2008
خسر كومار أمام أندريه ستادنيك في الجولة الأولى من حدث 66 كيلوجرام في المصارعة الحرة،  تاركًا آماله في الحصول على الميدالية متوقفة على الإعادة. هزم دوج شواب في الجولة الأولى وألبرت باتيروف في الجولة الثانية.
في مباراة الميدالية البرونزية في 20 أغسطس 2008، فاز كومار على ليونيد سبيريدونوف 3: 1. وكشف كومار أنه لم يكن لديه مدلك خلال الجولات الثلاث التي فاز بها في غضون 70 دقيقة ليحرز الميدالية البرونزية. عمل مدير الفريق كارتار سينغ، الحاصل على ميدالية سابقة في الألعاب الآسيوية، كمدلك له.

### بطولة العالم للمصارعة 2010، موسكو
في بطولة العالم للمصارعة 2010 أصبح كومار أول هندي يفوز بلقب عالمي في المصارعة. وتغلب على الروسي المفضل الآن جوجايف 3-1 في النهائيات في 66 فئة الكيلوجرام.

### ألعاب الكومنولث 2010، دلهي
فاز كومار بالميدالية الذهبية في ألعاب الكومنولث 2010 التي أقيمت في دلهي في 10 أكتوبر 2010. فاز على هاينريش بارنز 7-0 في النهائيات في 66 كجم فئة المصارعة الحرة. أوقف الحكم المباراة في الجولة الثانية. في وقت سابق، في الدور نصف النهائي، هزم كومار فامارا جارجو 3-0 في غضون 9 ثوان. في ربع النهائي، هزم كومار محمد سلمان 10-0 في 46 ثانية.

### أولمبياد لندن 2012

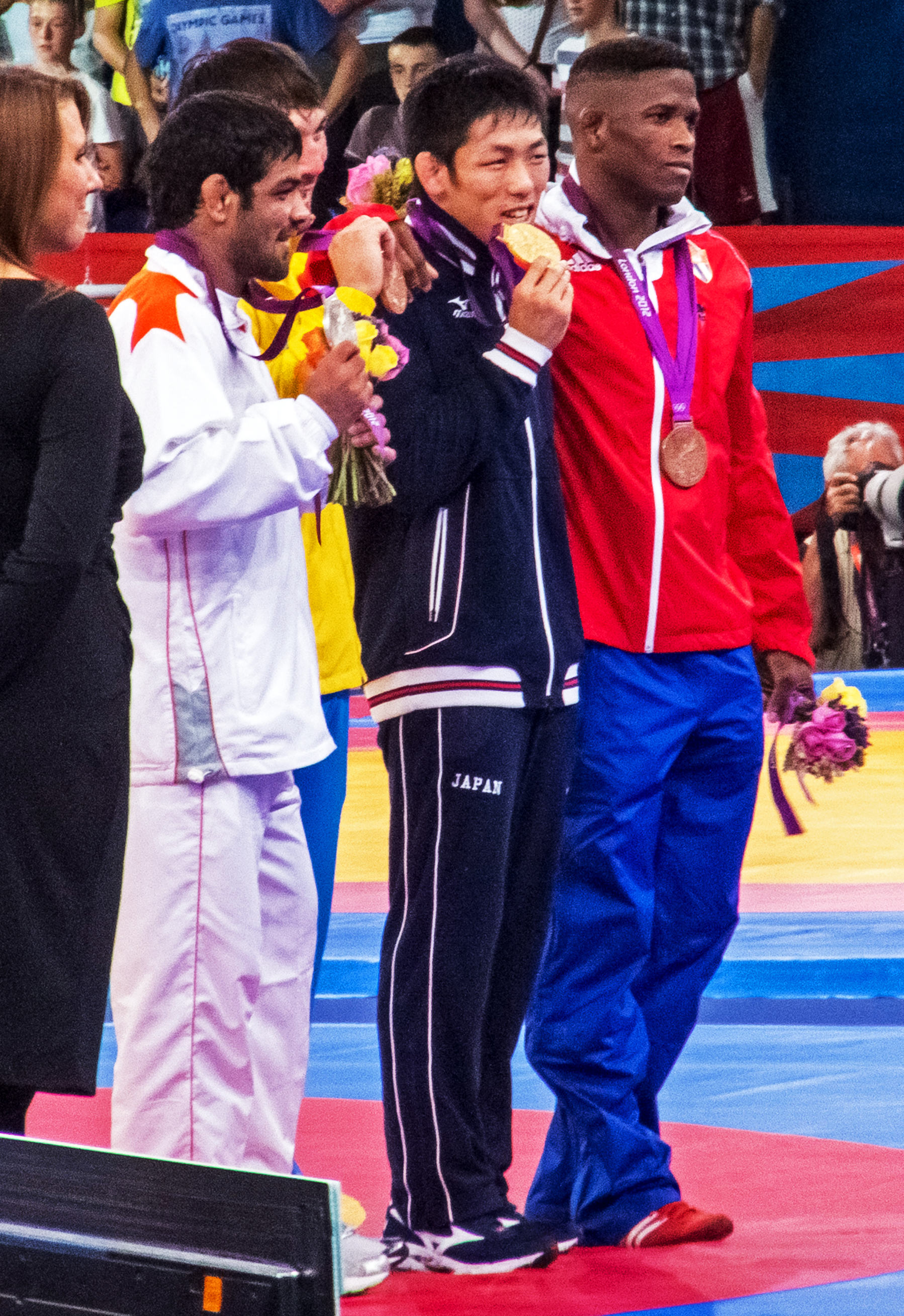
كومار (يسار) في أولمبياد 2012

وفاز كومار بميدالية فضية بعد خسارته المباراة النهائية أمام تاتسوهيرو يونيميتسو. وفي وقت سابق، دخل النهائي وسط بعض الجدل بفوزه على لاعب كازاخستان أكجورك تاناتاروف في الدور قبل النهائي. ادعى الرياضي الكازاخستاني أن كومار عض أذنه، وهو ما أنكره الأخير. وكان كومار هو حامل العلم الأولمبي للهند في حفل الافتتاح.

### دورة ألعاب الكومنولث 2014، غلاسكو
هزم كومار قمر عباس في النهائي فئة 74 كيلوغرام للفوز بالميدالية الذهبية في دورة ألعاب الكومنولث 2014 في غلاسكو، اسكتلندا. لقد فاز خلال107 ثانية بالسقوط.

### ألعاب الكومنولث 2018، جولد كوست، أستراليا
فاز كومار بالميدالية الذهبية في 74 فئة الكيلوجرام في 12 أبريل 2018، الخميس، بفوزه على يوهانس بوتا الجنوب أفريقي  في المباراة النهائية التي استمرت 80 ثانية، وبذلك حقق إنجازًا بالفوز بثلاث ميداليات ذهبية في 3 ألعاب كومنولث متتالية.

## مسابقة دولية

### الألعاب الأولمبية الصيفية
| سنة  | مسابقة                      | مكان  | حدث    | رتبة       | الخصم                     | نتيجة | أعد الخصم               | نتيجة |
| ---- | --------------------------- | ----- | ------ | ---------- | ------------------------- | ----- | ----------------------- | ----- |
| 2012 | الألعاب الأولمبية 2012      | لندن  | 66 كجم | الثاني     | Tatsuhiro Yonemitsu (JPN) | خسارة |                         |       |
| 2008 | أولمبياد 2008               | بكين  | 66 كجم | الثالث     | Andriy Stadnik (UKR)      | Loss  | Leonid Spiridonov (KAZ) | فوز   |
| 2004 | دورة الالعاب الاولمبية 2004 | أثينا | 60 كجم | الرابع عشر | Yandro Quintana (CUB)     | خسارة |                         |       |

### بطولة العالم
| سنة  | مسابقة                     | مكان          | حدث    | رتبة       | الخصم                        | نتيجة | إعادة                     | نتيجة |
| ---- | -------------------------- | ------------- | ------ | ---------- | ---------------------------- | ----- | ------------------------- | ----- |
| 2019 | بطولة العالم للمصارعة 2019 | نور سلطان     | 74 كجم | العشرون    | Khadzhimurad Gadzhiyev (AZE) | خسارة |                           |       |
| 2011 | بطولة العالم للمصارعة 2011 | اسطنبول       | 66 كجم | الرابع عشر | Andriy Stadnik (UKR)         | خسارة |                           |       |
| 2010 | بطولة العالم للمصارعة 2010 | موسكو         | 66 كجم | الأول      | Alan Gogaev (RUS)            | فوز   |                           |       |
| 2009 | بطولة العالم للمصارعة 2009 | هيرنينغ       | 66 كجم | الخامس     | Rasul Dzhukayev (RUS)        | خسارة | Tatsuhiro Yonemitsu (JPN) | خسارة |
| 2007 | بطولة العالم للمصارعة 2007 | باكو          | 66 كجم | السابع     | Andriy Stadnik (UKR)         | خسارة |                           |       |
| 2006 | بطولة العالم للمصارعة 2006 | قوانغتشو      | 66 كجم | الثالث عشر | Elman Asgarov (AZE)          | خسارة |                           |       |
| 2003 | بطولة العالم للمصارعة 2003 | مدينة نيويورك | 60 كجم | الرابعة    | Arif Abdullayev (AZE)        | خسارة |                           |       |

## الموافقات التجارية
يؤيد كومار علامات تجارية مثل Mountain Dew و Eicher Tractor و National Egg format Committee التي تكسبه 10 مليون روبية هندية (170٬000 دولار أمريكي) سنويًا. لقد رفض عرض 5 مليون روبية هندية (83٬000 دولار أمريكي) للظهور في إعلان بديل لعلامة تجارية رائدة في مجال المشروبات الكحولية.

## الجوائز والمكافآت والتقدير
- جائزة أرجونا 2005
- جائزة راجيف غاندي خيل راتنا (مشتركة)، أعلى وسام رياضي في الهند.
- بادما شري، 2011 [39]

للميدالية البرونزية في أولمبياد بكين 2008
- جائزة نقدية مقدارها 5.5₹ مليون (بالدولار الأمريكي$77,0000) وترقية إلى مساعد المدير التجاري من كبير مفتشي التذاكر من قبل وزارة السكك الحديدية (صاحب العمل).[40]
- جائزة نقدية مقدارها 5₹ مليون (بالدولار الأمريكي$70,000) من حكومة دلهي.
- جائزة نقدية مقدارها 2.5₹ مليون (بالدولار الأمريكي$35,000) من قبل حكومة هاريانا.
- جائزة نقدية مقدارها 2.5₹ مليون (بالدولار الأمريكي$35,000) من قبل وزارة الصلب في الهند.
- جائزة نقدية مقدارها 500,000₹ (بالدولار الأمريكي$7,000) من R
- رتبة DSP في قسم شرطة ولاية هاريانا.
- ك العالمية.
- جائزة نقدية مقدارها ₹1 مليون (بالدولار الأمريكي$14,000) من حكومة ولاية ماهاراشترا.
- جائزة نقدية مقدارها ₹1 مليون (بالدولار الأمريكي$14,0000) من MTNL .

للميدالية الذهبية في بطولة العالم للمصارعة 2010
- جائزة نقدية مقدارها 1₹ مليون (بالدولار الأمريكي 14,000$) من السكك الهندية (صاحب العمل) وترقية خارجة عن الدور من منصبه الحالي كمساعد. المدير التجاري.
- جائزة نقدية مقدارها 1₹ مليون (بالدولار الأمريكي 14,000$) من الهيئة الرياضية للهند (حكومة الهند).
- جائزة نقدية مقدارها 1₹ مليون (بالدولار الأمريكي 14,000$) من حكومة دلهي.

للميدالية الفضية في أولمبياد لندن 2012
- جائزة نقدية مقدارها 20₹ مليون (بالدولار الأمريكي 280,000$) من حكومة دلهي.
- جائزة نقدية مقدارها 15₹ مليون (بالدولار الأمريكي 210,000$) من حكومة هاريانا.
- جائزة نقدية مقدارها 07.5₹ مليون (بالدولار الأمريكي 110,000$) من السكك الحديدية الهندية.
- مساحة أرضية في أكاديمية سونيبات للمصارعة من قبل حكومة هاريانا.
- جائزة نقدية مقدارها 1₹ مليون (بالدولار الأمريكي 14,000$) من قبل ONGC.[41]

## روابط خارجية
- Sushil Kumar at United World Wrestling
- سوشيل كومار  على موقع اللجنة الأولمبية الدولية
- سوشيل كومار  على موقع SportsReference  - سبورتس رفرنس

| الألعاب الأولمبية | الألعاب الأولمبية                  | الألعاب الأولمبية |
| ----------------- | ---------------------------------- | ----------------- |
| سبقه {{{سبقه}}}   | Flagbearer for الهند {{{الأعوام}}} | تبعه {{{تبعه}}}   |